# Ʉ̏
Cette page contient des caractères spéciaux ou non latins. S’ils s’affichent mal (▯, ?, etc.), consultez la page d’aide Unicode.
Ʉ̏ (minuscule ʉ̏), appelé U barré double accent grave, est une lettre additionnelle qui est utilisée dans l’alphabet scientifique des langues du Gabon de 1989 ou dans l’alphabet phonétique international.
Cette lettre est formée d'un Ʉ diacrité par un double accent grave.

## Utilisation
Dans l’alphabet scientifique des langues du Gabon de 1989 ou dans l’alphabet phonétique international, le u barré double accent grave ‹ ʉ̏ › représente une voyelle fermée centrale arrondie avec un ton infra-bas.
Andrew Simpson utilise le u barré double accent grave ‹ ʉ̏ › dans la translittération du thaï.

## Représentations informatiques
Le U barré double accent grave peut être représenté avec les caractères Unicode suivants :
- décomposé (latin étendu B, alphabet phonétique international, diacritiques) :

| formes    | représentations | chaînes de caractères | points de code | descriptions                                                    |
| --------- | --------------- | --------------------- | -------------- | --------------------------------------------------------------- |
| capitale  | Ʉ̏               | Ʉ◌̏                    | U+0244 U+030F  | lettre majuscule latine u barré diacritique double accent grave |
| minuscule | ʉ̏               | ʉ◌̏                    | U+0289 U+030F  | lettre minuscule latine u barré diacritique double accent grave |